# Émile Paganon
Émile Paganon, né à Thônes le 19 juillet 1916 et mort à Aime le 24 janvier 2012, est un militaire et sportif français, officier des chasseurs alpins.
Il s'illustre lors des combats alpins de 1940 puis au sein de la résistance et de l'armée de libération. Après la guerre, il est le leader de l'équipe française de patrouille militaire lors des Jeux olympiques d'hiver de 1948.

## Biographie

### Avant-guerre
Originaire de Haute-Savoie, il fait preuve dès le plus jeune âge d'un tempérament particulièrement sportif et participe à des compétitions de cyclisme, de natation, de boxe et de rugby avec le XV d'Annecy. Il s'engage le 28 novembre 1935 en tant que Deuxième classe au sein du 70e bataillon alpin de forteresse où sa condition physique lui permet d'être affecté à la section d'éclaireurs-skieurs (SES). Cette affectation l'amène à s'installer à Sainte-Foy-Tarentaise où il rencontre Herminie qu'il épousera en 1940.

### Guerre et armistice
De l'hiver 1939 au printemps 1940, alors sergent, il recueille des informations sur la mobilisation italienne dans les secteurs du col de la Sassière et du col du Mont. Le contexte de la drôle de guerre l'amène à côtoyer régulièrement des soldats italiens croisés sur les pentes séparant la France et l'Italie. Cependant, la déclaration de guerre de l'Italie à la France le 10 juin 1940 amène aux premières escarmouches. À partir du 18 juin, à la suite de la demande d'armistice faite par le Maréchal Pétain la veille, les italiens accentuent les offensives en vue d'occuper le maximum de terrain possible avant la signature de celui-ci,. Le 21 juin, la SES du 70e BAF est positionnée sur le col du Mont, sur les hauteurs de Sainte-Foy-Tarentaise. Le lieutenant Courbe-Michollet, commandant la section, dirige Paganon et son groupe sur le lac des Gouilles après avoir repéré le franchissement du col par les italiens. Paganon et ses hommes ouvrent le feu, obligeant les alpinis à repasser le col en sens inverse. Mais l'envoi d'un bataillon de renfort et de puissants tirs d'artillerie contraignent les français à se replier. Le groupe Paganon se retrouve alors positionné à Villaroger. Le 24 juin, au moment de l'armistice, les troupes italiennes qui espéraient mener leurs chars jusqu'à Chambéry ont à peine atteint les hauteurs de Séez, butant sur la défense acharnée des troupes alpines françaises.
Après la fin effective des combats, le 70e BAF est dissous et ses hommes, dont Emile Paganon, sont transférés au 7e BCA le 1er août 1940. Cependant ce bataillon a été décimé lors de la bataille de l'Ailette et l'apport des hommes des bataillons alpins de forteresse étant insuffisant, il est à son tour dissous. En septembre 1940, Paganon est donc transféré au 6e BCA où il retrouve le Lieutenant Courbe-Michollet sous les ordres duquel il sert à nouveau dans la section d'éclaireurs-skieurs basée à Gresse-en-Vercors. Le 7 juin 1941, il est reconnu skieur d'élite et est plus tard détaché à l'École militaire de haute montagne à Chamonix au sein de laquelle il intègre l'équipe de France de pentathlon. À la suite de l'invasion de la zone sud par les Allemands, l'armée d'armistice est dissoute le 27 novembre 1942 et Emile Paganon est mis en congé jusqu'au 1er mars 1943, date à laquelle il est démobilisé.

### Résistance et Libération
Émile Paganon retourne alors à Sainte-Foy, alors en zone d'occupation italienne. Lui et plusieurs de ses camarades sont alors déjà recherchés par les Allemands au titre du STO mais profitent du statut italien pour y échapper un temps. Cependant, la pression allemande se faisant de plus en plus forte, ils savent qu'il devront tôt ou tard prendre les armes et les premiers réseaux commencent à s'organiser. Mis en non-disponibilité le 15 octobre 1943, il tire profit de son engagement précoce dans l'armée de métier pour instruire ses camarades locaux aux rudiments du combat. Il intègre officiellement les FFI le 1er février 1944 et organise une section dans le secteur des communes de Sainte-Foy, Villaroger et Montvalezan, section qui est intégrée au maquis de Tarentaise. En août 1944, sa section bénéficie d'un apport en armements issus du parachutage du col des Saisies,,. Du 13 au 15 août, dans le contexte du débarquement de Provence, le maquis de Tarentaise est en état d'alerte, les Allemands remontant la vallée avec de gros effectifs. Paganon et sa section sont chargés de mettre en place un barrage à hauteur du hameau de Bonconseil, sur la commune de Bellentre. Mais au début de la nuit, ils sont avertis que l'ennemi a été bloqué plus bas dans la vallée mais qu'en revanche il remonte la Maurienne, ce qui impose de se porter à Val d'Isère en vue d'apporter des renforts aux résistants de cette vallée via le col de l'Iseran. Mais à nouveau, Paganon et ses hommes apprennent que les Allemands ont été stoppés. Leurs ordres sont alors de rejoindre la vallée des Chapieux où est installé le poste de commandement du maquis.

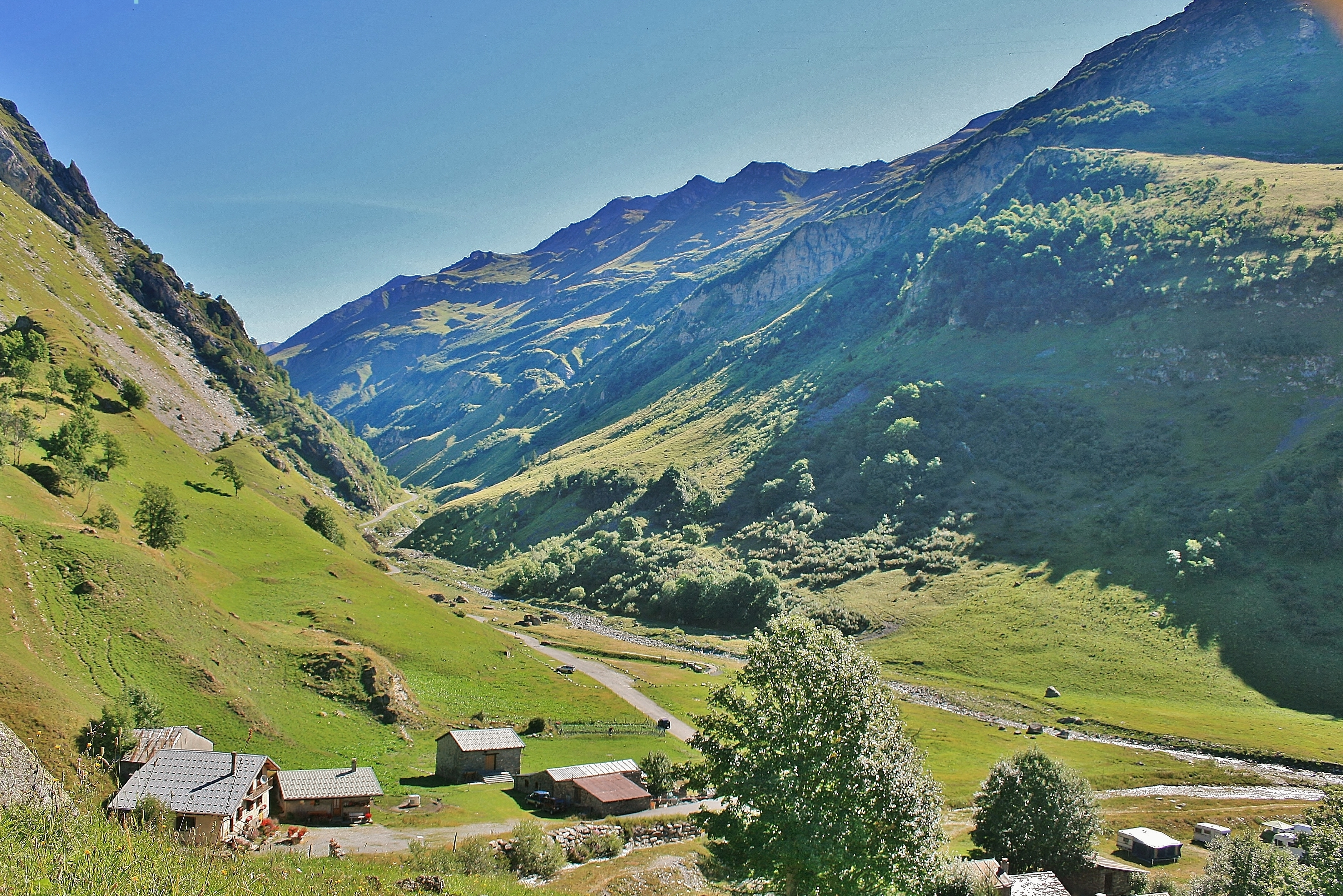
La vallée des Chapieux.

Placé en verrou à l'entrée sud des Chapieux, Paganon et ses hommes passent quelques jours à patrouiller et à préparer leurs défenses. Dans la nuit du 21 août, la section entend soudain des tirs d'armes automatiques à l'ouest du dispositif. Les Allemands ont déclenché une attaque et déferlent sur la vallée des Chapieux. La section d'Émile Paganon se porte au secours de ses camarades et se retrouve un temps coupée en deux. Heureusement, les hommes de Tarentaise reçoivent par le nord les renforts de la compagnie du lac appartenant au maquis du Beaufortain qui vient pourtant de perdre son chef, le capitaine Bulle. Le 23 août, la section Paganon rejoint Bourg-Saint-Maurice avec pour ordre de harceler les convois allemands qui évacuent la Tarentaise en direction de l'Italie, via le col du Petit-Saint-Bernard. Elle parvient à éliminer un poste avancé au Châtelard de Bourg-Saint-Maurice avant de devoir s'abriter dans des abris bétonnés sous les coups d'une riposte d'artillerie. De fin août à début septembre, les Allemands ont quitté la Tarentaise mais tiennent fermement le Petit-Saint-Bernard. De nombreux combats ont lieu aux alentours de celui-ci, notamment à Séez et à La Rosière. Le 1er septembre 1944, Émile Paganon est promu sous-lieutenant par le chef départemental des FFI de Savoie. Le 1er octobre 1944, pour marquer la libération de la Tarentaise, les FFI défilent en vainqueurs dans les rues de Moûtiers. Le maquis de Tarentaise fusionne alors avec celui du Beaufortain pour former le bataillon Bulle. Ce dernier est destiné à reformer un bataillon de chasseurs alpins. Brièvement nommé 24e BCA le 16 décembre 1944, il deviendra officiellement 7e BCA le 1er janvier 1945. Confirmé dans son grade de sous-lieutenant, Paganon réintègre donc l'armée régulière et prend le commandement de la section d'éclaireurs-skieurs du bataillon nouvellement reformé, laquelle effectue durant les derniers mois de 1944 de nombreuses patrouilles en Haute-Tarentaise ainsi qu'une mission de renseignement dans le Val d'Aoste,.
Au début de l'année 1945, l'objectif de l'armée française est de reprendre le col du Petit-Saint-Bernard, encore occupé par les Allemands. À ce titre, Émile Paganon et ses hommes de la SES effectuent de nombreuses missions de reconnaissance et de harcèlement sur les hauteurs de Sainte-Foy, entre le col du Mont et les cols du Tachuy et de la Louïe-Blanche. Au printemps, la pression s'accentue et les troupes françaises se lancent à la conquête des crêtes dominant le col. Les hommes du 13e BCA s'emparent, à la fin du mois de mars, de la crête sud-est allant du Roc Noir au mont Valezan. La prise de la crête nord-ouest, allant du Combottier à Lancebranlette, est confiée au 7e BCA. Dans la nuit du 17 au 18 mars, Paganon et ses éclaireurs-skieurs s'emparent de la pointe du Clapey qu'ils occupent une dizaine de jours. Cette mission terminée, ils se préparent à une autre d'importance : la prise du roc de Belleface, dominant le Petit-Saint-Bernard du haut de ses 2 857 mètres et occupé par un détachement germano-italien. Le 7 avril, une reconnaissance aérienne est effectuée par le capitaine Chevalier, du 7e BCA, qui réalise une maquette en neige du sommet afin de préparer les hommes à la mission. La tâche s'annonce ardue. Les faces ouest et nord sont des falaises à pic, la face sud est la plus accessible mais la plus défendue par les occupants, la face Est présente de long couloirs abrupts mais moins à pic que les faces nord et ouest. C'est la partie la plus septentrionale de la face Est qui est choisie pour mener l'attaque alors qu'en parallèle des éléments feront diversion sur la face sud. Dans la nuit du 9 au 10 avril Émile Paganon et ses éclaireurs, accompagnés d'une section commandée par le lieutenant Wolff, descendent du col de Forcle pour rejoindre le pied de la face sud. La section Wolff quitte la colonne à cet endroit et prépare la diversion prévue. Paganon et ses hommes continuent à contourner la face sud pour se porter au pied du côté est. Arrivés sur place, ils entreprennent une périlleuse ascension sur une pente glacée parfois inclinée à 45°. Peu avant six heures du matin, ayant atteint le sommet, le groupe se scinde et attaque des positions annexes sur lesquelles sont faits prisonniers une dizaine de soldats italiens et allemands. En contrebas le poste principal ennemi, alerté par les premiers tirs, ouvre le feu vers le sommet. Paganon envoie alors une fusée, signal convenu avec la section Wolff pour que celle-ci attaque à son tour depuis le bas de la pente sud. Faisant une douzaine de prisonniers supplémentaires, Émile Paganon et ses hommes se rendent maîtres du sommet et l'occupent jusqu'à l'arrivée de la relève la nuit suivante. Malgré des contre-attaques allemandes, les troupes françaises s'installent durablement sur les pentes du Petit-Saint-Bernard et les occupants se replient vers l'Italie. Le drapeau français est hissé sur le col et Émile Paganon est décoré de la Bronze Star des mains du maréchal Montgomery. Puis, Paganon et sa section en tête, le 7e BCA investi le Val d'Aoste qu'il va occuper jusqu'au 24 juin. Émile Paganon met à profit cette période d'accalmie pour effectuer de nombreuses courses en montagne, des séances d'escalades et d'école de glace, au cours desquelles il a l'occasion de côtoyer Roger Frison-Roche. Après l'occupation en Italie, le 7e BCA retourne en Savoie et les hommes de la SES stationnent à Beaufort,,.

### Après-guerre
À la fin de l'été, Émile Paganon suit le 7e BCA dans le Doubs où le bataillon stationne dans l'attente de son prochain déploiement. Il a en effet été désigné pour faire partie des troupes destinées à occuper l'Autriche. Alors que le gros du bataillon est installé à Kufstein, la section d'éclaireurs-skieurs de Paganon est détachée à proximité de Niederndorf où ils font office de gardes-frontières. À l'hiver 1945 à Walchsee, Émile Paganon est désigné par le chef de corps du 7 pour constituer une équipe de patrouille militaire en vue de représenter le bataillon dans de futures compétitions. À Saint-Johann au début de 1946, Paganon et sa patrouille terminent premiers d'une compétition de sélection ce qui leur permet de disputer quelques jours plus tard les championnats de France militaires de ski à Saint-Anton. Comme à Saint-Johann, la patrouille du 7e BCA se classe première. Les performances collectives et individuelles de Paganon et de ses hommes (Ulysse Bozonnet, Maurice Empereur et Maurice Séverin Empereur) leur permettent de figurer parmi les quarante hommes sélectionnés pour faire partie de l'équipe de France militaire de ski. Ils sont alors détachés du 7e BCA (qui sera dissous peu après) et affectés à l'École militaire de haute montagne formée à Sankt Anton am Arlberg. La patrouille militaire menée par Paganon termine notamment deuxième lors de la Semaine Internationale de Zermatt en 1946 et lors de la Semaine Internationale de Chamonix en 1947, à chaque fois derrière l'équipe nationale suisse. Le 1er juin 1947, Émile Paganon est promu lieutenant. Il est par ailleurs sélectionné pour être le chef de la patrouille militaire qui représentera la France lors des Jeux olympiques d'hiver de 1948 à Saint-Moritz.
L'épreuve de patrouille militaire consistait en une course de trente kilomètres et de 2 500 mètres de dénivelé global, terminée par une épreuve de tir. Les organisateurs suisses ont remarquablement jalonné le parcours. Mais la patrouille française joue de malchance. La veille du départ, lors de la remise des dossards, elle tire le numéro 1 ce qui l'obligera de donner le meilleur d'elle-même sans disposer de temps de référence. Dans la nuit, une violente tempête se déclenche brusquement. Le jalonnement mis en place par les organisateurs est anéanti. Les organisateurs se posent la question de la poursuite de l'épreuve. La maintenir obligerait la première équipe, en l’occurrence la France, à refaire la trace, ce qui la ralentirait considérablement et nuirait à ses chances de médaille. Le directeur de la course s'en remet au général Molle, commandant de la délégation française qui déclare que l'équipe de France prendra le départ malgré tout. Émile Paganon et ses hommes s'élancent donc et, comme cela était prévisible compte tenu des conditions météorologiques, usent toutes leurs forces à retracer la piste disparue sous la neige apportée par la tempête. Malgré tout ils sont encore en tête des cinq premières équipes arrivant les premières sur le pas de tir. Mais les dix derniers kilomètres leur sont fatals. Paganon et ses hommes arrivent finalement cinquièmes derrière la Suisse, la Finlande, la Suède et l'Italie. Faute de médaille, les anciens éclaireurs-skieurs repartent avec la reconnaissance des autres nations d'avoir sauvé l'épreuve et la fierté d'avoir participé à une épreuve olympique. Tirant les leçons de l'expérience de Saint-Moritz, le comité olympique décidera de modifier les règles de ce sport et de ne plus le pratiquer sur des parcours d'altitude en pleine montagne. De cette réforme naîtra le biathlon.
En 1950, Émile Paganon est désigné pour participer au déploiement en Algérie puis en Indochine d'où il revient en 1952 pour profiter d'un congé de fin de campagne avant d'être intégré au 27e BCA. Après avoir été promu capitaine le 31 mars 1954, il retrouve son ancien bataillon, le 7, avant d'intégrer les rangs du 14e BCA. En 1956, il retourne en Algérie à la tête d'une compagnie du 3e BILA. De septembre 1959 à avril 1962, il intègre l'École militaire de haute montagne à Chamonix où il dirige l'équipe de France militaire de ski. Il retourne en Algérie le 27 avril 1962 en prenant le commandement du 3e BILA. Il y reste jusqu'au 21 août 1963. Promu chef de bataillon, il est affecté à Épinal où il est chargé de préparation militaire supérieure. Dans le même temps, il crée un centre de ski commando à Feigne-sous-Vologne. Après 30 ans de service, il prend sa retraite le 1er octobre 1965 et retourne en Savoie. Il meurt à Aime le 24 janvier 2012. Il est inhumé en présence d'une section du 7e BCA à Sainte-Foy-Tarentaise où il avait passé la majeure partie de sa retraite.

## Décorations
|  | Silver star · Silver star · Bronze star | Silver star · Gold star |
|  |                                         |                         |
|  |                                         |                         |
|  |                                         |                         |

| Chevalier de la Légion d'Honneur           | Chevalier de la Légion d'Honneur           | Croix de Guerre 1939-1945 Avec deux étoiles d'argent et une étoile de bronze | Croix de Guerre 1939-1945 Avec deux étoiles d'argent et une étoile de bronze | Croix de guerre des Théâtres d'opérations extérieures Avec une étoile d'argent et une étoile de vermeil              | Croix de guerre des Théâtres d'opérations extérieures Avec une étoile d'argent et une étoile de vermeil              |
| Croix de la Valeur militaire               | Croix de la Valeur militaire               | Croix du combattant volontaire de la Résistance                              | Croix du combattant volontaire de la Résistance                              | Croix du combattant                                                                                                  | Croix du combattant                                                                                                  |
| Médaille coloniale Agrafe "Extrême-Orient" | Médaille coloniale Agrafe "Extrême-Orient" | Médaille commémorative de la campagne d'Indochine                            | Médaille commémorative de la campagne d'Indochine                            | Médaille commémorative des opérations de sécurité et de maintien de l'ordre Agrafes "Tunisie", "Algérie" et "Sahara" | Médaille commémorative des opérations de sécurité et de maintien de l'ordre Agrafes "Tunisie", "Algérie" et "Sahara" |
| Officier de l'Ordre du Mérite sportif      | Officier de l'Ordre du Mérite sportif      | Médaille d'Honneur de Bronze de l'Éducation Physique                         | Médaille d'Honneur de Bronze de l'Éducation Physique                         | Bronze Star (États-Unis)                                                                                             | Bronze Star (États-Unis)                                                                                             |